# Liepe (Trebel)
Liepe ist ein Ortsteil der Gemeinde Trebel im Landkreis Lüchow-Dannenberg in Niedersachsen.

## Geographie und Verkehrsanbindung
Das Dorf liegt nordwestlich des Kernortes Trebel an der Kreisstraße K 3. Südöstlich vom Ort verläuft die B 493. Nordöstlich fließt die Elbe und verläuft die Landesgrenze zu Brandenburg. Nordwestlich erstreckt sich das rund 1800 ha große Naturschutzgebiet Die Lucie.

## Geschichte
Am 1. Juli 1972 wurde Liepe in die Gemeinde Trebel eingegliedert.